# Striatheca
Striatheca là một chi bọ cánh cứng thuộc họ Ptinidae.

## Các loài
Có 3 loài được mô tả trong chi Striatheca:
- Striatheca cariniceps Sakai, 1983
- Striatheca filipinae Sakai, 1987
- Striatheca lineata White, 1973